# Baranowo (Mosina)
Pour les articles homonymes, voir Baranowo.
Baranowo (prononciation : [baraˈnɔvɔ], en allemand : Schafheim) est un village polonais de la gmina de Mosina dans le powiat de Poznań de la voïvodie de Grande-Pologne dans le centre-ouest de la Pologne.
Il se situe à environ 7 kilomètres au sud-est de Mosina (siège de la gmina) et à 21 kilomètres au sud de Poznań (siège du powiat et capitale régionale).

## Histoire
De 1975 à 1998, le village faisait partie du territoire de la voïvodie de Poznań.

Depuis 1999, Baranowo est situé dans la voïvodie de Grande-Pologne.
Le village possède une population de 34 habitants en 2014.